# Eleição municipal de Palmas em 2012
A eleição municipal de 2012 em Palmas, assim como nas demais cidades brasileiras, foi um bolante e elegerá os prefeito e vice-prefeito da cidade e membros da Câmara de Vereadores. O atual prefeito é Raul Filho (PT). Seu mandato se encerrará em 31 de dezembro de 2012 e ele não pode concorrer à reeleição. Há um total de sete candidatos para prefeito. Como em Palmas não há mais de 200 mil eleitores, Carlos Amastha (PP) venceu no primeiro turno.

## Candidatos
| Nº | Candidato        | Partido | Vice-candidato          | Coligação |
| -- | ---------------- | ------- | ----------------------- | --- |
| 50 | Abelardo Gomes   | PSOL    | Luzimar Lopes (PSOL)    | Partido não coligado |
| 27 | Adail Carvalho   | PSDC    | Rosilan Gouveia (PSDC)  | Partido não coligado |
| 11 | Carlos Amastha   | PP      | Sargento Aragão (PPS)   | Um novo caminho é possível Partido Progressista (PP) Partido Popular Socialista (PPS) Partido Comunista do Brasil (PCdoB) |
| 70 | Fábio Ribeiro    | PTdoB   | Edi da Silva (PTdoB)    | Partido não coligado |
| 22 | Luana Ribeiro    | PR      | Alan Barbiero (PSB)     | Coragem pra fazer Partido da República (PR) Partido Socialista Brasileiro (PSB) Democratas (DEM) Partido Social Democrático (PSD) Partido dos Trabalhadores (PT) Partido Pátria Livre (PPL) Partido Renovador Trabalhista Brasileiro (PRTB) Partido Trabalhista Nacional (PTN) |
| 44 | Luciano Teixeira | PRP     | Zezé Balbiaki (PRP)     | Partido não coligado |
| 43 | Marcelo Lelis    | PV      | Cirlene Pugliesi (PMDB) | É a vez do povo Partido Verde (PV) Partido do Movimento Democrático Brasileiro (PMDB) Partido da Social Democracia Brasileira (PSDB) Partido Democrático Trabalhista (PDT) Partido da Mobilização Nacional (PMN) Partido Humanista da Solidariedade (PHS) Partido Republicano Brasileiro (PRB) Partido Social Cristão (PSC) Partido Social Liberal (PSL) Partido Trabalhista Brasileiro (PTB) Partido Trabalhista Cristão (PTC) |

## Pesquisas
| Data           | Instituto | Carlos Amastha (PP) | Marcelo Lelis (PV) | Luana Ribeiro (PR) | Brancos e Nulos | Indecisos |
| -------------- | --------- | ------------------- | ------------------ | ------------------ | --------------- | --------- |
| 30/08/2012 [a] | Ibope     | 26%                 | 36%                | 16%                | 7%              | 13%       |
| 18/09/2012 [b] | Ibope     | 47%                 | 30%                | 7%                 | 3%              | 11%       |
| 06/10/2012 [c] | Ibope     | 43%                 | 40%                | 5%                 | 3%              | 7%        |

a  - Luciano Teixeira (PRP), Fábio Ribeiro (PTdoB) e Adail Carvalho (PSDC) chegaram a 1% das intenções de voto. Abelardo Gomes (PSOL) não pontuou.
b  - Luciano Teixeira (PRP) e Adail Carvalho (PSDC) chegaram a 1% das intenções de voto. Abelardo Gomes (PSOL) e Fábio Ribeiro (PTdoB) não pontuaram.
c  - Luciano Teixeira (PRP) e Adail Carvalho (PSDC) chegaram a 1% das intenções de voto. Abelardo Gomes (PSOL) e Fábio Ribeiro (PTdoB) não pontuaram.

## Resultados

### Prefeito
| Partido | Partido | Candidato        | Votos   | Votos (%) |
| ------- | ------- | ---------------- | ------- | --------- |
|         | PP      | Carlos Amastha   | 59 680  | 49,65%    |
|         | PV      | Marcelo Lelis    | 51 979  | 43,24%    |
|         | PR      | Luana Ribeiro    | 5 807   | 4,83%     |
|         | PRP     | Luciano Teixeira | 1 341   | 1,12%     |
|         | PSDC    | Adail Carvalho   | 792     | 0,66%     |
|         | PSOL    | Abelardo Gomes   | 380     | 0,32%     |
|         | PTdoB   | Fábio Ribeiro    | 225     | 0,19%     |
| Totais  | Totais  | Totais           | 120 204 |           |
| Fonte:  |         |                  |         |           |